# Neophlepsius peruvianus
Neophlepsius peruvianus är en insektsart som beskrevs av Keti Maria Rocha Zanol 1998. Neophlepsius peruvianus ingår i släktet Neophlepsius och familjen dvärgstritar. Inga underarter finns listade i Catalogue of Life.